# 북극해

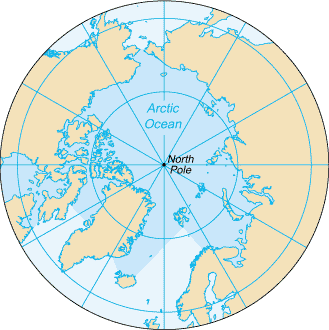
국제 수로 기구 (IHO)에서 경계를 정한 허드슨만 (일부는 지도 밖의 북위 57도선 남쪽에 위치) 및 기타 모든 주변 해역을 포함하는 북극해.

북극해(北極海, Arctic Ocean)는 세계 5대 대양 중 가장 작고 얕은 바다이다. 면적은 약 14,060,000 km2 (5,430,000 mi2)이며, 세계의 대양 중 가장 추운 바다이다. 국제 수로 기구 (IHO)는 북극해를 대양으로 인정하지만, 일부 해양학자는 북극 지중해라고 부른다. 또한 대서양의 어귀로 묘사되기도 한다. 또한 모든 것을 포함하는 세계 해양의 최북단 부분으로도 간주된다.
북극해는 북반구 중앙의 북극점 지역을 포함하며 남쪽으로는 약 북위 60°까지 뻗어 있다. 북극해는 유라시아와 북아메리카로 둘러싸여 있으며, 경계는 베링 해협의 태평양 쪽과 그린란드-스코틀랜드 해령의 대서양 쪽과 같은 지형적 특징을 따른다. 북극해는 일년 내내 해빙으로 덮여 있으며, 겨울에는 거의 완전히 덮인다. 북극해의 표면 온도와 염분은 빙상이 녹고 얼면서 계절에 따라 달라진다. 증발이 적고 강과 하천에서 민물 유입이 많으며, 염도가 높은 주변 해역과의 연결 및 유출이 제한되어 있어 평균 염도가 5대 대양 중 가장 낮다. 여름철 해빙 감소는 50%로 보고되었다. 미국 국립설빙자료센터 (NSIDC)는 위성 데이터를 사용하여 북극 해빙의 일일 기록과 평균 기간 및 특정 과거 연도와 비교한 해빙 속도를 제공하여 해빙 면적의 지속적인 감소를 보여준다. 2012년 9월, 북극 해빙 면적은 새로운 최소 기록에 도달했다. 평균 면적 (1979-2000년)과 비교하여 해빙은 49% 감소했다.

## 역사

### 북아메리카
북아메리카 극지방의 인간 거주지는 위스콘신 빙하 시대 동안 최소 17,000년에서 50,000년 전으로 거슬러 올라간다. 해수면 하락으로 인해 사람들이 베링 육교를 건너 시베리아와 북서부 북아메리카 (알래스카주)를 연결하여 아메리카 식민화로 이어졌다.

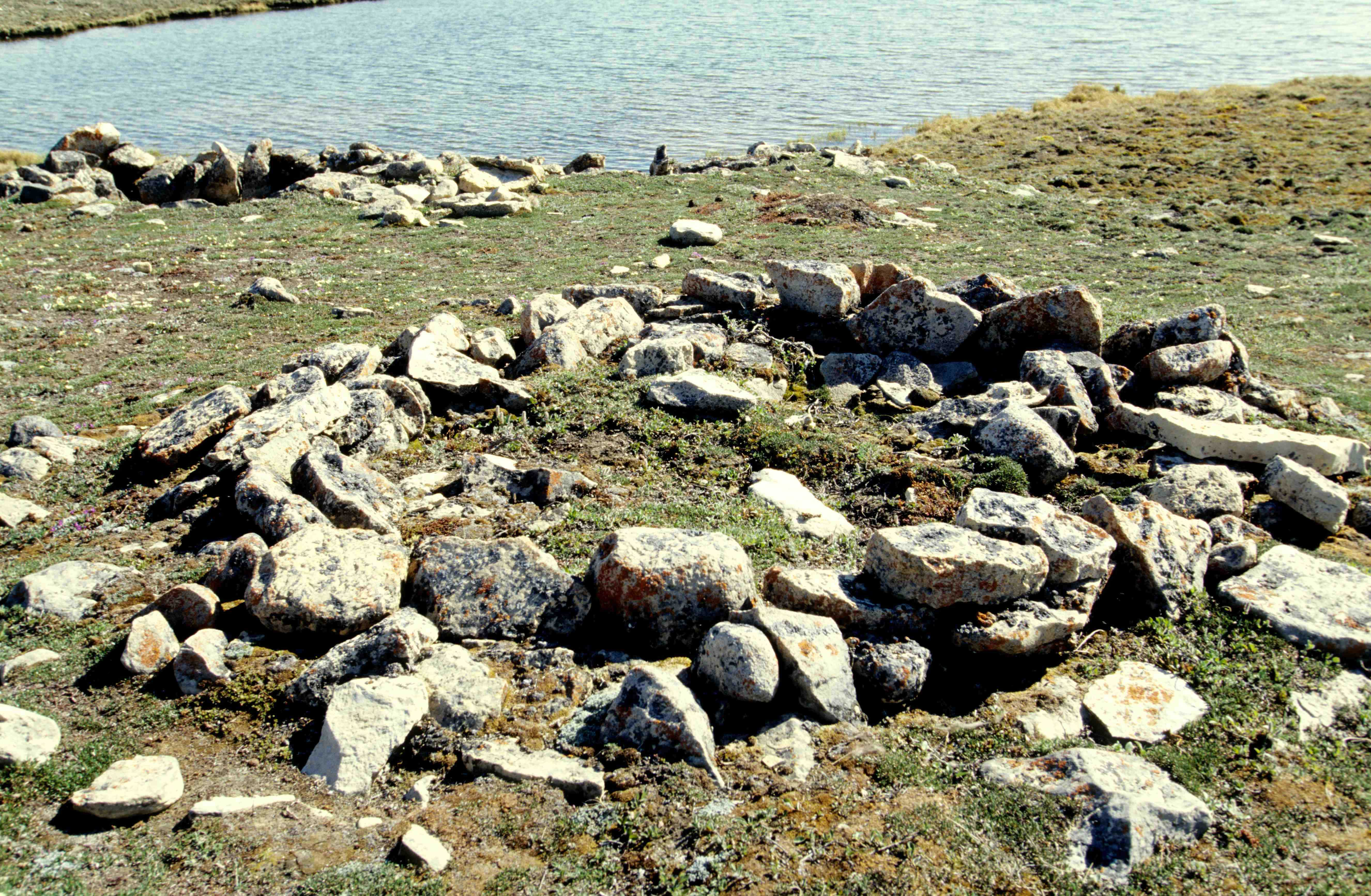
툴레 고고학 유적지

초기 팔레오에스키모 집단에는 프리도싯 ( 기원전 3200-850년c.); 그린란드의 사칵 문화 (기원전 2500-800년), 북동부 캐나다와 그린란드의 독립 I 및 독립 II 문화 ( 기원전 2400-1800년c. 및  기원전 800-1년c.), 래브라도와 누나빅의 그로스워터 문화가 포함된다. 도싯 문화는 기원전 500년에서 서기 1500년 사이에 북극 북아메리카 전역으로 퍼졌다. 도싯 문화는 현재의 알래스카주에서 동쪽으로 이주해 온 현대 이누이트의 조상인 툴레인 이전에 북극에 존재했던 마지막 주요 팔레오에스키모 문화였다.
툴레 문화는 기원전 200년경부터 서기 1600년까지 지속되었으며, 베링 해협 주변에서 발생하여 나중에는 북아메리카의 거의 전체 북극 지역을 아우르게 되었다. 툴레인들은 현재 알래스카주, 노스웨스트 준주, 누나부트 준주, 누나빅 (퀘벡 북부), 래브라도, 그린란드에 살고 있는 이누이트의 조상이었다.

### 유럽
유럽 역사의 대부분 동안 북극 극지는 대부분 탐험되지 않은 채 남아 있었고 그 지리는 추정적이었다. 마살리아의 피테아스는 기원전 325년에 "에스카테 툴레"라고 불리는 땅으로 북쪽으로 여행한 기록을 남겼는데, 그곳에서는 태양이 매일 세 시간만 지고 물은 "걷지도 항해하지도 못하는" 굳어진 물질로 대체되었다고 한다. 그는 아마도 오늘날 "그롤러" 또는 "버기 비트"로 알려진 느슨한 해빙을 묘사했을 것이며, 그의 "툴레"는 아마도 노르웨이였을 것이지만, 페로 제도나 셰틀랜드 제도도 제안되었다.

에마뉘엘 보웬의 1780년대 북극 지도는 "북해"를 특징으로 한다.

초기 지도 제작자는 북극점 주변 지역을 육지(1507년 요하네스 루이스의 지도나 1595년 게라르두스 메르카토르의 지도처럼)로 그려야 할지, 아니면 바다(1507년 마르틴 발트제뮐러의 세계 지도처럼)로 그려야 할지 확신하지 못했다. 유럽 상인들의 "카타이" (중화인민공화국)로 향하는 북쪽 항로인 북극해 항로나 북서항로에 대한 열렬한 욕망으로 인해 바다가 우위를 차지했고, 1723년에는 요한 호만과 같은 지도 제작자들이 지도 북쪽 가장자리에 광범위한 "북극해(Oceanus Septentrionalis)"를 포함시켰다.
그 시대에 북극권을 훨씬 넘어 침투한 몇몇 탐험대는 노바야제믈랴 제도 (11세기)와 스발바르 제도 (1596년)와 같은 작은 섬들만을 추가했지만, 이 섬들은 종종 유빙으로 둘러싸여 있었기 때문에 북쪽 경계가 그리 명확하지 않았다. 일부 환상적인 지도 제작자들보다 보수적인 항해 지도 제작자들은 알려진 해안선의 조각들만 스케치하고 이 지역을 비워두는 경향이 있었다.

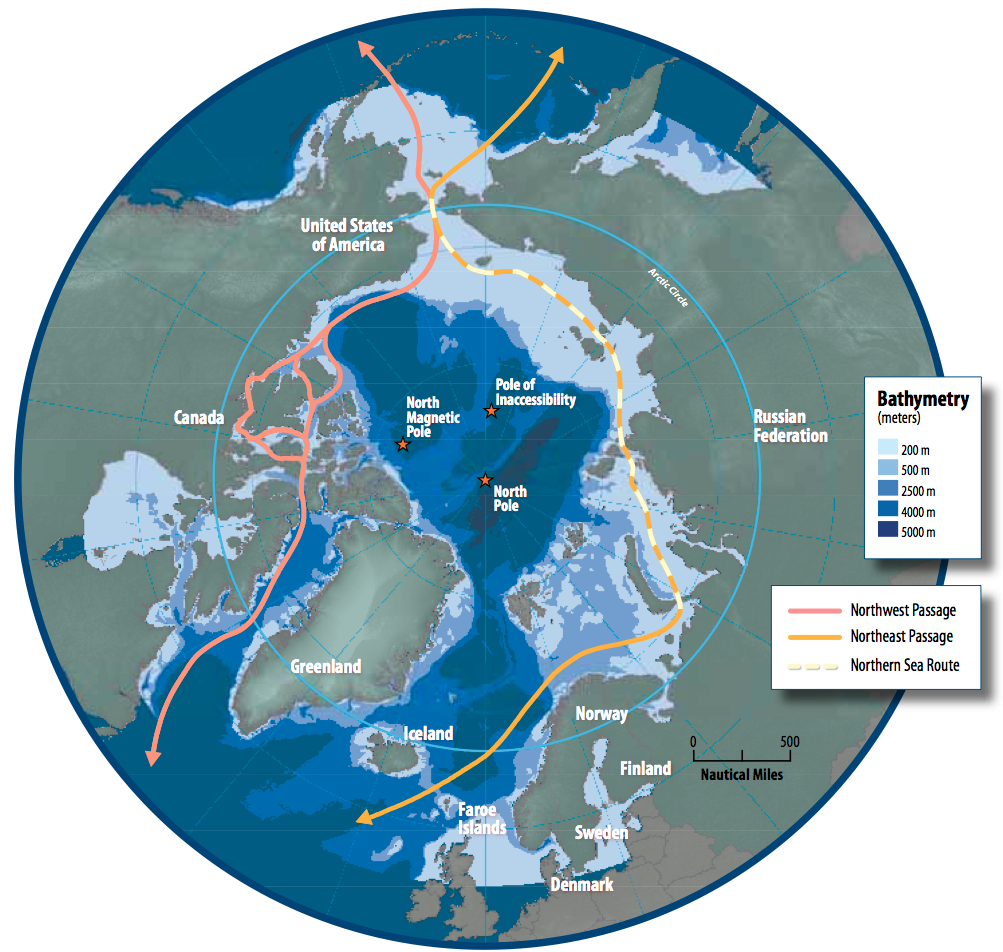
북동항로, 그 안의 북극해 항로, 그리고 캐나다 내륙 수로를 통한 북서항로를 보여주는 북극 지역.

### 19세기
얼음 장벽 북쪽에 무엇이 있는지에 대한 이러한 지식 부족은 많은 추측을 낳았다. 영국과 다른 유럽 국가들에서는 "열린 북극해"라는 신화가 지속되었다. 오랫동안 영국 해군본부의 제2차관이었던 존 배로는 1818년부터 1845년까지 이 지역의 탐험을 장려했다.
1850년대와 1860년대에 미국의 탐험가 엘리샤 케인과 아이작 이스라엘 헤이즈는 모두 이 찾기 어려운 수역의 일부를 보았다고 주장했다. 심지어 늦은 세기에도 저명한 권위자인 매튜 퐁텐 모리는 그의 교과서인 해양의 물리 지리 (1883년)에 열린 북극해에 대한 설명을 포함시켰다. 그럼에도 불구하고 극에 점점 더 가까이 다가간 모든 탐험가들이 보고했듯이, 극지 빙원은 매우 두껍고 일년 내내 지속된다.
프리티오프 난센은 1893년부터 1896년까지 프람호 원정을 통해 북극해를 항해하여 건넌 최초의 인물이었다.

### 20세기
해양의 첫 표면 횡단은 1969년 월리 허버트가 알래스카주에서 스발바르 제도까지 개썰매 탐험을 통해 항공 지원을 받아 주도했다. 북극점의 첫 해상 횡단은 1958년 잠수함 USS 노틸러스에 의해 이루어졌고, 첫 표면 해상 횡단은 1977년 쇄빙선 NS 아르크티카에 의해 이루어졌다.
1937년부터 소련과 러시아의 유인 표류 빙상 기지는 북극해를 광범위하게 모니터링해왔다. 과학 기지들이 표류빙에 설립되었고 유빙에 의해 수천 킬로미터를 이동했다.
제2차 세계 대전에서 북극해의 유럽 지역은 격렬한 전장이 되었다. 연합국의 북부 항구를 통한 소련 재보급을 독일 해군 및 공군이 저지하러 시도했다.
1954년부터 상업 항공사는 북극해를 가로질러 비행했다 (북극 항공로 참조).

## 지리

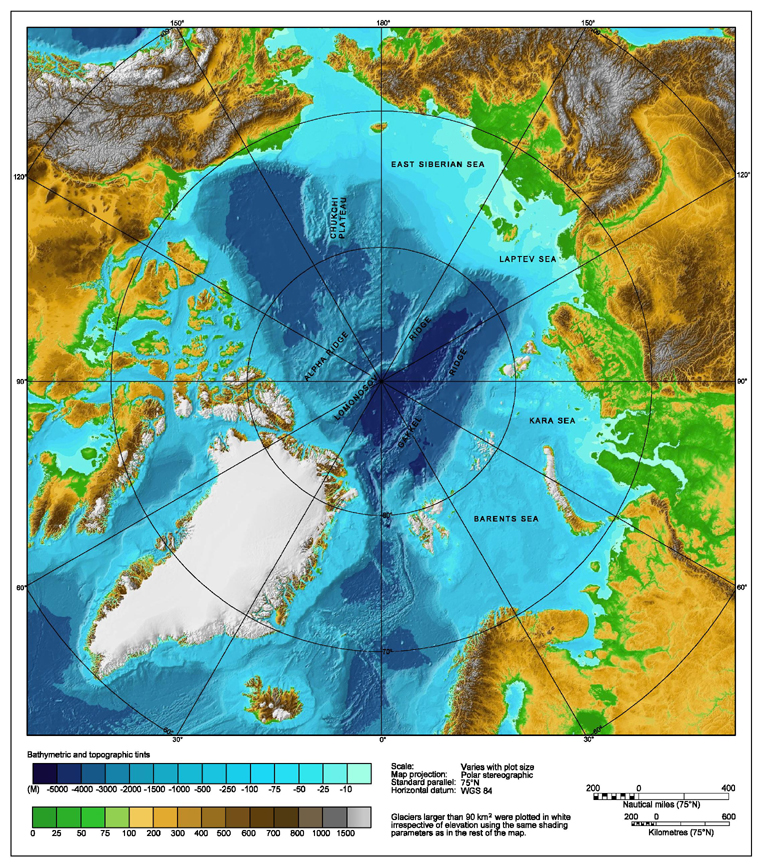
북극해와 주변 육지의 수심 및 지형 지도.

북극 지역. 주목할 점은 이 지도에서 이 지역의 남쪽 경계가 빨간색 등온선으로 표시되어 있으며, 북쪽의 모든 영토는 7월 평균 기온이 미만이다.

### 크기
북극해는 대략 원형의 분지를 차지하며 면적은 약 14,056,000 km2 (5,427,000 mi2)으로 남극 대륙의 거의 크기와 비슷하다. 해안선 길이는 45,390 km이다. 러시아의 육지 면적은 16,377,742 km2 (6,323,482 mi2)인데, 북극해는 러시아보다 작은 유일한 대양이다.

### 주변 육지와 배타적 경제 수역
북극해는 유라시아 (러시아와 노르웨이), 북아메리카 (캐나다와 미국 알래스카주), 그린란드, 아이슬란드의 육지로 둘러싸여 있다.
| 북극 배타적 경제 수역     | 북극 배타적 경제 수역 | 북극 배타적 경제 수역 |
| 국가별 해역               | 면적                  | 면적                  |
| 국가별 해역               | km2                   | sq mi                 |
| ------------------------- | --------------------- | --------------------- |
| 랍테프해 ~ 축치해, 러시아 | 2,088,075             | 806,210               |
| 카라해, 러시아            | 1,058,129             | 408,546               |
| 바렌츠해, 러시아          | 1,199,008             | 462,940               |
| 노르웨이 본토             | 935,397               | 361,159               |
| 스발바르 제도, 노르웨이   | 804,907               | 310,776               |
| 얀마옌섬, 노르웨이        | 292,189               | 112,815               |
| 아이슬란드 본토           | 756,112               | 291,936               |
| 그린란드 본토             | 2,278,113             | 879,584               |
| 동해안                    | 2,276,594             | 878,998               |
| 북극 캐나다               | 3,021,355             | 1,166,552             |
| 북극 미국                 | 508,814               | 196,454               |
| 기타                      | 1,500,000             | 580,000               |
| 북극해 전체               | 14,056,000            | 5,427,000             |

참고: 표에 나열된 지역 중 일부는 대서양에 있다. '기타'는 만, 해협, 수로 및 기타 특정 명칭이 없는 부분을 포함하며 배타적 경제 수역은 제외한다.

### 하위 지역 및 그 연결
북극해는 베링 해협을 통해 태평양과 연결되어 있고, 그린란드해와 래브라도해를 통해 대서양과 연결되어 있다. (아이슬란드 해는 때때로 그린란드 해의 일부로 간주되기도 하고, 때로는 별개의 해역으로 간주되기도 한다.)
북극해의 가장 큰 바다는 다음과 같다.
1. 바렌츠해—1.4백만 제곱킬로미터 (540,000 mi2)
2. 허드슨만—1.23백만 제곱킬로미터 (470,000 mi2) (때때로 포함되지 않음)
3. 그린란드해—1.205백만 제곱킬로미터 (465,000 mi2)
4. 동시베리아해—987,000 km2 (381,000 mi2)
5. 카라해—926,000 km2 (358,000 mi2)
6. 랍테프해—662,000 km2 (256,000 mi2)
7. 축치해—620,000 km2 (240,000 mi2)
8. 보퍼트해—476,000 km2 (184,000 mi2)
9. 아문센만—93,000 km2 (36,000 mi2)
10. 백해—90,000 km2 (35,000 mi2)
11. 페초라해—81,263 km2 (31,376 mi2)
12. 링컨해—64,000 km2 (25,000 mi2)
13. 프린스 구스타프 아돌프 해
14. 퀸 빅토리아 해
15. 반델 해

다양한 권위자는 허드슨만 배핀만, 노르웨이해, 허드슨 해협을 포함하여 다양한 주변 해역을 북극해 또는 대서양에 포함시킨다.

### 섬
북극해의 주요 섬과 군도는 본초 자오선 서쪽으로 다음과 같다.
- 얀마옌섬 (노르웨이)
- 아이슬란드
- 그린란드
- 북극 제도 (캐나다, 퀸엘리자베스 제도와 배핀섬 포함)
- 브란겔섬 (러시아)
- 노보시비르스크 제도 (러시아)
- 세베르나야제믈랴 제도 (러시아)
- 노바야제믈랴 제도 (러시아, 세베르니섬과 유즈니섬 포함)
- 제믈랴프란차이오시파 제도 (러시아)
- 스발바르 제도 (노르웨이, 베어 아일랜드 포함)

### 항구
북극해에는 여러 항구와 항만이 있다.
- 알래스카주
  - 웃키아그빅 (배로)
  - 프루도베이
- 캐나다
  - 매니토바주: 처칠 (처칠항)
  - 누나부트 준주: 나니시빅 (나니시빅 해군 시설)[30]
  - 노스웨스트 준주의 툭토약툭과 이누빅
- 그린란드: 누크 (누크 항구)
- 노르웨이
  - 본토: 시르케네스와 바르되
  - 스발바르 제도: 롱이어비엔
- 아이슬란드
  - 아퀴레이리
- 러시아
  - 바렌츠해: 무르만스크
  - 백해: 아르한겔스크
  - 카라해: 라비트난기, 살레하르트, 두딘카, 이가르카, 딕손
  - 랍테프해: 틱시
  - 동시베리아해: 페베크

### 북극 대륙붕
북극해의 북극 대륙붕은 캐나다 북극 제도 아래에 있는 캐나다 북극 대륙붕과 더 큰 규모 때문에 때때로 "북극 대륙붕"이라고 불리는 러시아 대륙붕을 포함한 여러 대륙붕으로 구성된다. 러시아 대륙붕은 바렌츠 대륙붕, 축치해 대륙붕 및 시베리아 대륙붕의 세 가지 개별적인 작은 대륙붕으로 구성된다. 이 세 가지 중 시베리아 대륙붕은 세계에서 가장 큰 대륙붕이며, 막대한 석유 및 가스 매장량을 보유하고 있다. 축치 대륙붕은 소련-미국 해양 경계 협정에 명시된 대로 러시아와 미국의 국경을 이룬다. 전체 지역은 국제적인 영유권 주장의 대상이다.
축치 고원은 축치해 대륙붕에서 뻗어 있다.

### 해저 지형
수중 해령인 로모노소프 해령은 심해 북극 해분을 두 개의 해양 분지로 나눈다 하나는 깊이 4,000~4,500 m인 유라시아 분지이며 다른 하나는 약 4,000 m 깊이의 아메리카 분지 (때때로 북아메리카 또는 히페르보레아 분지라고도 함)이다. 해저의 수심은 단층 블록 해령, 심해저 평원, 해구 및 분지로 특징지어진다. 북극해의 평균 깊이는 1,038 m이다. 가장 깊은 지점은 프람 해협의 몰로이 해구로 약 5,500 m이다.
두 개의 주요 해분은 해령에 의해 캐나다 해분 (북아메리카의 보퍼트 대륙붕과 알파 해령 사이), 마카로프 분지 (알파 해령과 로모노소프 해령 사이), 아문센 분지 (로모노소프 해령과 가켈 해령 사이), 그리고 난센 분지 (가켈 해령과 제믈랴프란차이오시파 제도를 포함하는 대륙붕 사이)로 세분화된다.

## 지질학
북극해 주변 산지의 결정질 기반암은 고생대에 더 큰 칼레도니아 조산운동의 지역적 단계인 엘레즈메리안 조산운동(Ellesmerian orogeny) 동안 재결정되거나 형성되었다. 쥐라기와 트라이아스기 시대의 지역적 침강은 상당한 퇴적물 퇴적을 초래하여 현재의 석유 및 가스 매장지 대부분을 형성했다. 백악기 시대에는 캐나다 분지가 열렸고, 알래스카주 형성으로 인한 지각 활동으로 탄화수소가 현재의 프루도베이 방향으로 이동했다. 동시에 상승하는 캐나다 로키산맥에서 흘러나온 퇴적물은 거대한 매켄지강 삼각주를 형성했다.
트라이아스기부터 시작된 초대륙 판게아의 분열은 초기 대서양을 열었다. 이어서 분열은 북쪽으로 확장되어 대서양 중앙 해령의 한 가지에서 고철질 해양 지각 물질이 분출하면서 북극해가 열렸다. 아메리카 분지가 먼저 열렸을 수 있으며, 축치 국경 지대는 변환 단층에 의해 북동쪽으로 이동했다. 추가적인 확장은 백악기 후기 세의 알파-멘델레예프 해령의 "삼중점"을 형성하는 데 도움이 되었다.
신생대 시대 내내 태평양판의 섭입, 인도와 유라시아의 충돌, 그리고 북대서양의 지속적인 개방은 새로운 탄화수소 트랩을 형성했다. 해저 확장은 팔레오세와 에오세 시대에 가켈 해령에서 시작되어 로모노소프 해령이 육지에서 더 멀리 이동하고 침강하게 되었다.
해빙과 외딴 환경으로 인해 북극해의 지질은 아직 제대로 탐사되지 않았다. 북극 코링 탐사(Arctic Coring Expedition) 시추는 로모노소프 해령에 대한 일부 정보를 제공했는데, 이 해령은 팔레오세에 바렌츠-카라 대륙붕에서 분리되어 퇴적물이 부족해진 대륙 지각으로 보인다. 여기에는 최대 100억 배럴의 석유가 포함될 수 있다. 가켈 해령 열곡 또한 제대로 이해되지 않고 있으며, 랍테프해까지 확장될 수 있다.

## 해양학

### 수류

북극해의 주요 수괴 분포. 이 단면은 베링 해협에서 지리적 북극점을 거쳐 프람 해협까지의 수직 단면을 따라 다른 수괴들을 스케치한다. 성층화가 안정적이므로, 깊은 수괴는 위층보다 밀도가 높다.

북극해 상부 의 밀도 구조. 아문센 분지, 캐나다 분지 및 그린란드해의 온도 및 염도 프로파일이 스케치되어 있다.

북극해의 많은 부분에서 표층 (약 50 m 이하 깊이)은 다른 부분보다 염도가 낮고 온도가 낮다. 이는 밀도에 대한 염도 효과가 온도 효과보다 크기 때문에 상대적으로 안정적으로 유지된다. 이 표층은 시베리아와 캐나다의 큰 강들 (오비, 예니세이, 레나, 매켄지)의 민물 유입으로 인해 염도가 높고 밀도가 높은 심층 해수 위에 떠 있는 듯하다. 이 낮은 염분층과 대양의 대부분 사이에는 소위 할로클라인이 있는데, 이곳에서는 깊이가 증가함에 따라 염분과 온도가 모두 상승한다.

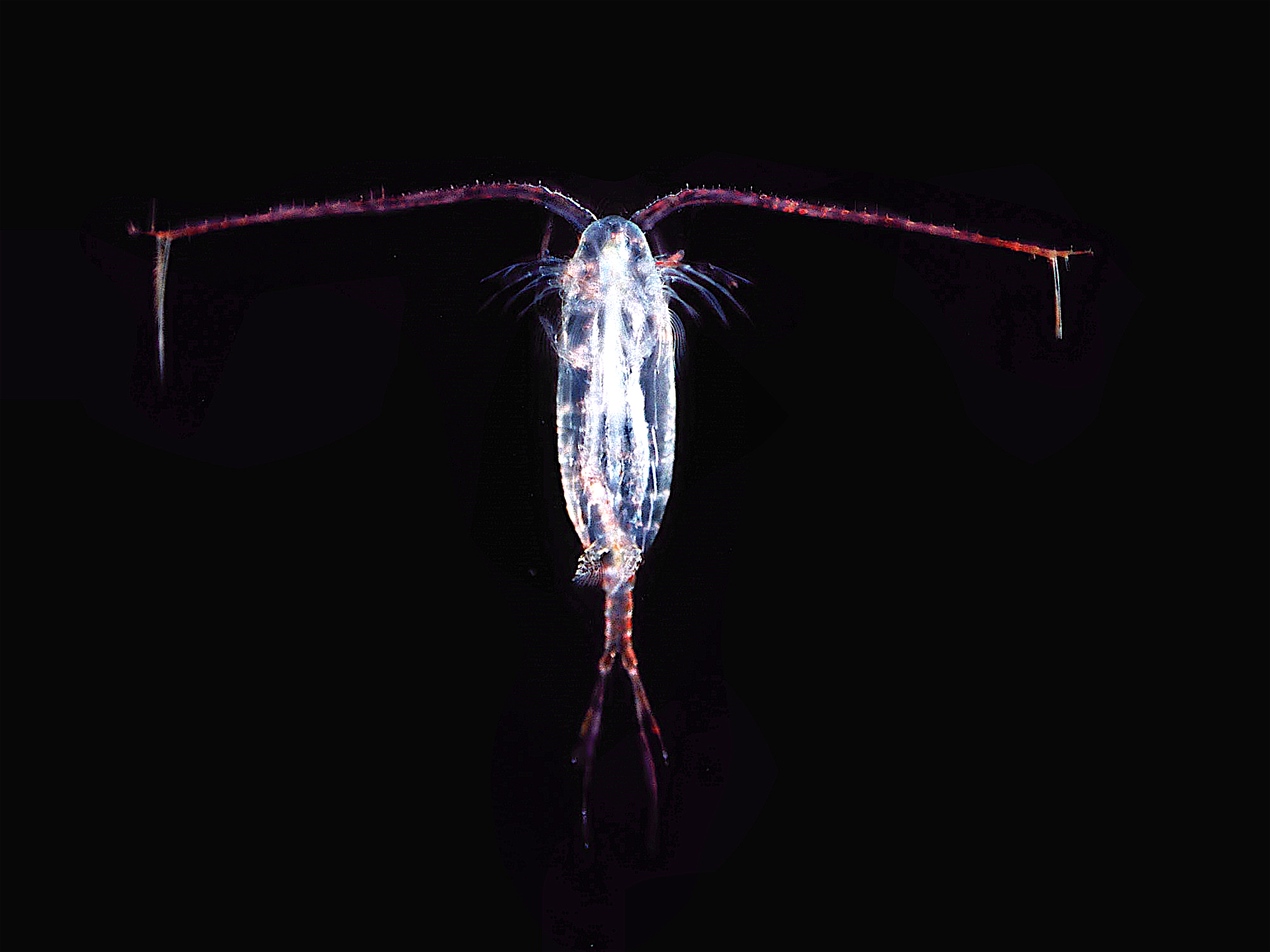
요각류

다른 대양들과의 상대적인 고립성 때문에 북극해는 독특하게 복잡한 해수 흐름 체계를 가지고 있다. 북극해는 지중해의 일부 수문학적 특징과 유사하며, 그 심층수는 프람 해협을 통해 대서양 분지와 제한적인 통신만을 가지며, "그곳의 순환은 열염 강제 운동으로 작동한다." 북극해의 총 부피는 18.07 × 106 km3이며, 이는 세계 해양의 약 1.3%에 해당한다. 평균 표면 순환은 유라시아 쪽에서는 주로 시계 방향으로, 캐나다 분지에서는 반시계 방향으로 이루어진다.
물은 태평양과 대서양 모두에서 유입되며 세 가지 독특한 수괴로 나눌 수 있다. 가장 깊은 수괴는 북극 저층수라고 불리며 약 900 m 깊이에서 시작된다. 이 수괴는 세계 해양에서 가장 밀도가 높은 물로 구성되어 있으며 두 가지 주요 원천, 즉 북극 대륙붕수와 그린란드해 심층수를 가지고 있다, 태평양에서 유입되어 시작된 대륙붕 지역의 물은 평균 초당 0.8 스베르드루프의 속도로 좁은 베링 해협을 통과하여 축치해에 도달한다. 겨울 동안 차가운 알래스카주 바람이 축치해 위로 불어 표층수를 얼리고 새로 형성된 이 얼음을 태평양으로 밀어낸다. 얼음 표류 속도는 대략 초당 1-4cm이다. 이 과정은 밀도가 높고 짠 물을 바다에 남겨 대륙붕을 넘어 서부 북극해로 침강하여 할로클라인을 형성한다.

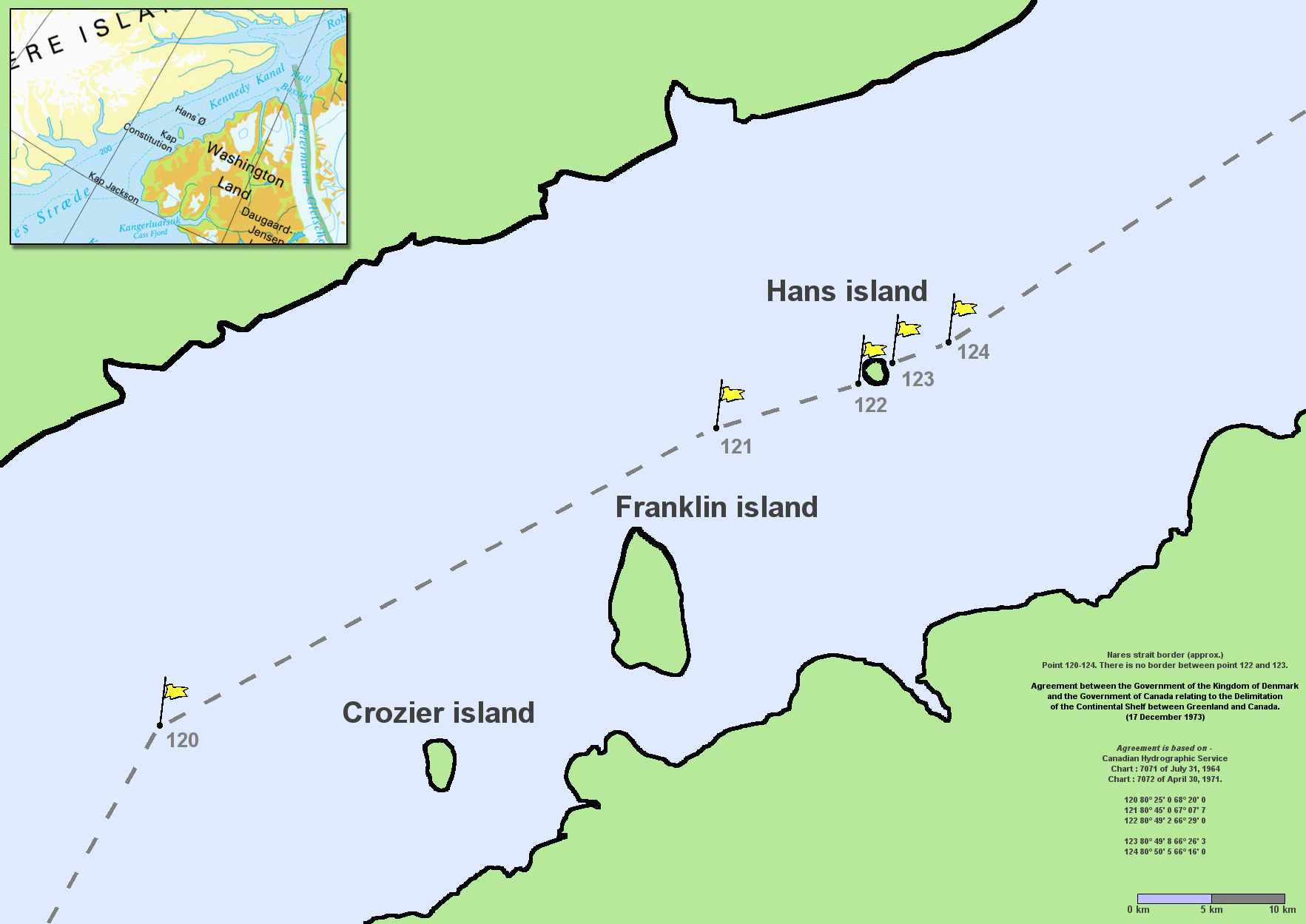
케네디 해협.

이 물은 겨울 폭풍이 지나가는 동안 형성되는 그린란드해 심층수와 만난다. 겨울에 온도가 급격히 떨어지면서 얼음이 형성되고, 강렬한 수직 대류는 물이 아래의 따뜻한 염분수 아래로 가라앉을 만큼 밀도가 높아지게 한다. 북극 저층수는 유출로 인해 대서양 심층수 형성에 기여하므로 매우 중요하다. 이 물의 전복은 지구 순환과 기후 조절에 중요한 역할을 한다.
150~900 m 깊이 범위에는 대서양수(Atlantic Water)라고 불리는 수괴가 존재한다. 북대서양 해류의 유입은 프람 해협을 통해 들어와 냉각되고 침강하여 할로클라인의 가장 깊은 층을 형성하며, 이곳에서 북극 분지를 반시계 방향으로 순환한다. 이는 북극해로 유입되는 가장 큰 부피의 물로, 태평양 유입량의 약 10배에 해당하며, 북극해 경계류를 형성한다. 이 물은 약 초당 0.02미터의 느린 속도로 흐른다. 대서양수는 북극 저층수와 동일한 염도를 가지지만 훨씬 따뜻하다 (최대 3 °C [37 °F]). 사실, 이 수괴는 표층수보다 실제로 따뜻하며, 밀도에서 염분이 차지하는 역할 때문에 물 속에 잠겨 있다. 물이 분지에 도달하면 강한 바람으로 보퍼트 자이어라고 불리는 큰 원형 해류로 밀려난다. 보퍼트 자이어의 물은 캐나다와 시베리아의 큰 강에서 유입되는 물 때문에 축치해의 물보다 염분이 훨씬 적다.
북극해에서 정의된 마지막 수괴는 북극 표층수(Arctic Surface Water)라고 불리며, 150~200 m 깊이 범위에서 발견된다. 이 수괴의 가장 중요한 특징은 하부층(sub-surface layer)이라고 불리는 부분이다. 이는 협곡을 통해 유입되고 시베리아 대륙붕에서 격렬한 혼합을 겪는 대서양수의 산물이다. 이는 유입되면서 냉각되며, 층 사이의 약한 혼합으로 인해 표층에 대한 열 보호막 역할을 한다.
그러나 지난 수십 년 동안 따뜻해짐과 대서양수의 수심 감소가 결합하여 동부 북극에서 해빙을 녹이는 데 대서양수 열의 영향이 커지고 있다. 2016-2018년의 가장 최근 추정치에 따르면, 동부 유라시아 분지에서는 해양 열 유속이 이제 대기 유속을 넘어섰다. 같은 기간 동안 할로클라인 성층의 약화는 해빙 감소와 관련이 있는 것으로 생각되는 상부 해류 증가와 동시에 발생하여 이 지역의 혼합 증가를 나타낸다. 반면 서부 북극의 혼합에 대한 직접 측정은 2012년 북극대폭풍과 같은 '완벽한 폭풍' 조건에서도 대서양수 열이 중간 깊이에 고립되어 있음을 보여준다.
태평양과 대서양에서 유래한 물은 모두 그린란드와 스발바르 제도 사이의 프람 해협을 통해 빠져나가는데, 이 해협은 깊이가 약 2,700 m, 폭이 350 km이다. 이 유출량은 약 9 스베르드루프이다. 프람 해협의 폭 덕분에 북극해의 대서양 쪽에서 유입과 유출이 모두 가능하다. 이 때문에 코리올리 효과의 영향을 받아 서쪽으로는 동그린란드 해류로 유출이 집중되고, 동쪽으로는 노르웨이 해류로 유입이 집중된다. 태평양 물은 또한 그린란드 서해안과 허드슨 해협을 따라 빠져나가 (1-2 Sv), 캐나다 북극 제도에 영양분을 공급한다.
앞서 언급했듯이 얼음 형성 및 이동 과정은 북극해 순환과 수괴 형성에 중요한 동력원이다. 이러한 의존성으로 인해 북극해는 해빙 범위의 계절 변화로 인한 변동을 겪는다. 해빙 이동은 풍력의 결과이며, 이는 북극이 일년 내내 겪는 여러 기상 조건과 관련이 있다. 예를 들어, 시베리아 기단 시스템의 확장인 보퍼트 고기압은 보퍼트 순환의 반시계 방향 운동을 유도하는 기압 시스템이다. 여름 동안 이 고기압 지역은 시베리아와 캐나다 쪽으로 더 가깝게 밀려난다. 또한 그린란드 위에는 강력한 북풍을 프람 해협으로 몰아내어 얼음 유출을 촉진하는 해면 기압 (SLP) 능선이 있다. 여름에는 SLP 대비가 작아 약한 바람이 발생한다. 계절 기압 시스템 이동의 마지막 예는 북유럽해와 바렌츠해 위에 존재하는 저기압 시스템이다. 이는 아이슬란드 저기압의 확장이며, 이 지역에서 시계 방향 해양 순환을 생성한다. 저기압은 여름에 북극점 중심으로 이동한다. 북극의 이러한 변화들은 모두 여름철에 얼음 표류가 가장 약해지는 데 기여한다. 또한 표류는 북극진동과 대서양 다년 진동의 위상과 관련이 있다는 증거도 있다.

### 해빙

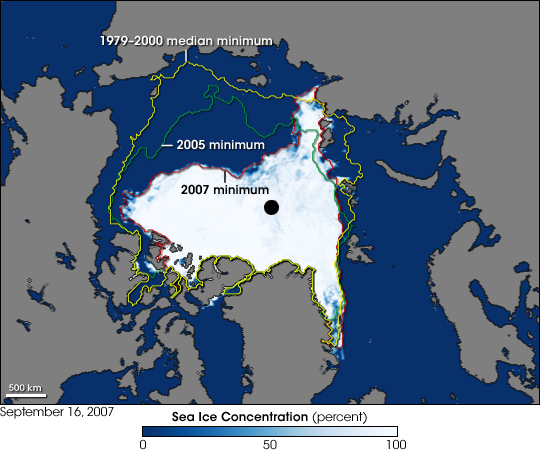
북극해의 해수면, 중앙값, 2005년 및 2007년 해빙 범위를 보여준다.

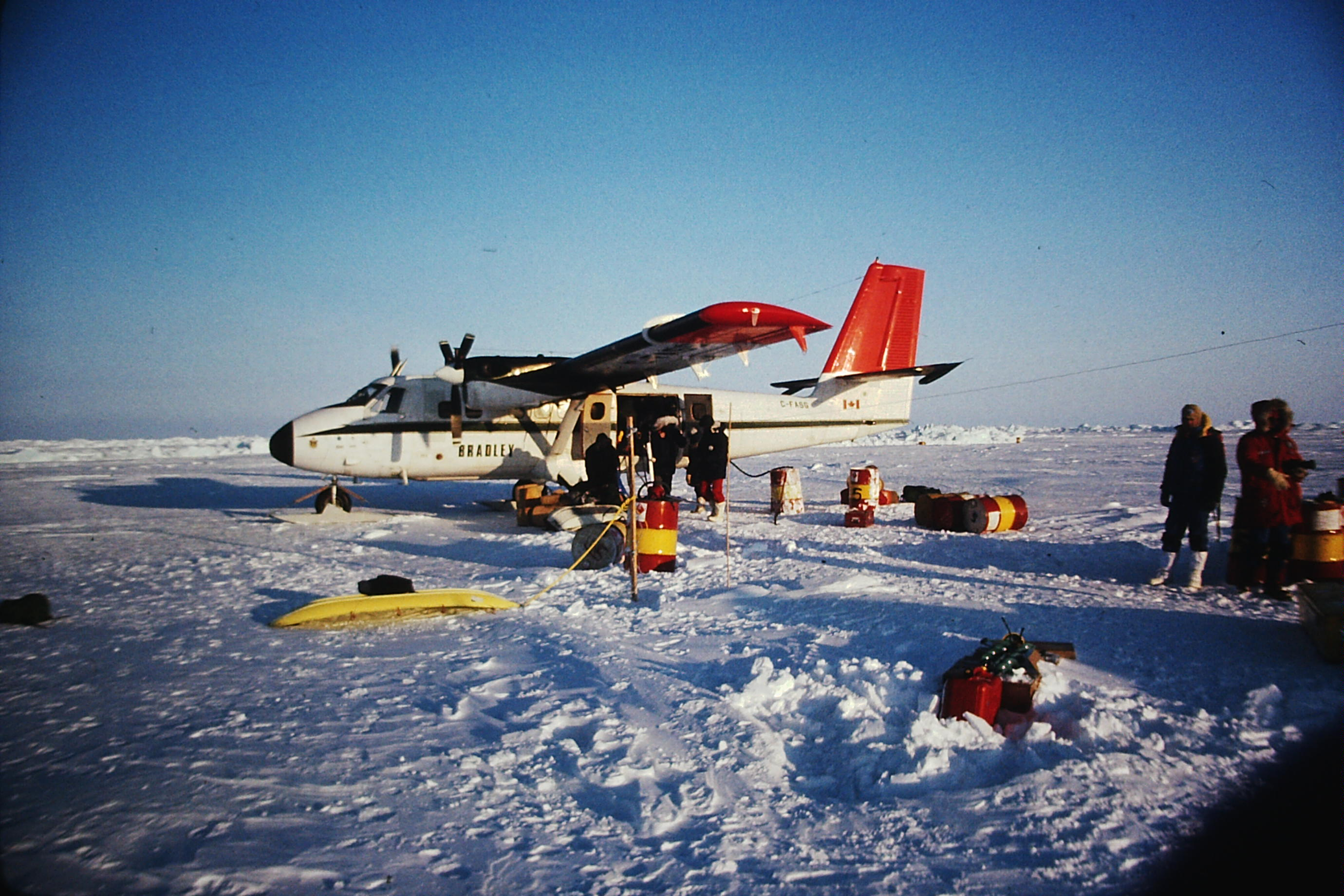
북극해의 해빙 위에 임시 물류 기지를 설치할 수 있다. 여기서는 북위 86도, 서경 76도 43분에 있는 유빙 위에서 트윈 오터가 급유되고 있다.

북극해의 대부분은 계절에 따라 범위와 두께가 변하는 해빙으로 덮여 있다. 북극 해빙의 평균 범위는 지난 수십 년 동안 지속적으로 감소하여 현재 1980년 이후 평균 겨울철 값인 15,600,000 km2 (6,023,200 mi2)에서 매 10년마다 12.85%의 비율로 감소하고 있다. 계절별 변동은 약 7,000,000 km2 (2,702,700 mi2)이며, 4월에 최대, 9월에 최소이다. 해빙은 바람과 해류의 영향을 받으며, 이로 인해 매우 넓은 지역의 얼음이 이동하고 회전할 수 있다. 압축 구역도 발생하여 얼음이 쌓여 팩 아이스를 형성한다.
엘즈미어섬 북부에서 가끔 빙산이 떨어져 나오며, 서부 그린란드와 캐나다 극동부의 빙하에서도 빙산이 형성된다. 빙산은 해빙이 아니지만, 팩 아이스에 박힐 수 있다. 빙산은 선박에 위험을 초래하며, 타이타닉호는 가장 유명한 사례 중 하나이다. 이 대양은 10월부터 6월까지 사실상 얼음으로 갇혀 있으며, 선박의 상부 구조물은 10월부터 5월까지 결빙에 취약하다. 현대식 쇄빙선이 등장하기 전에는 북극해를 항해하는 선박은 해빙에 갇히거나 부서질 위험이 있었다 (비록 바이키모는 이러한 위험에도 불구하고 수십 년 동안 무인으로 북극해를 표류했지만).

## 기후
북극해는 지속적인 추위와 상대적으로 좁은 연간 기온 범위가 특징인 한대 기후 내에 있다. 겨울은 극야, 극한의 추위, 잦은 저고도 기온 역전 및 안정적인 기상 조건이 특징이다. 사이클론은 대서양 쪽에서만 흔하다. 여름은 지속적인 백야가 특징이며, 기온은 0 °C (32 °F)보다 약간 높을 수 있다. 사이클론은 여름에 더 자주 발생하며 비나 눈을 동반할 수 있다. 연중 흐린 날이 많으며, 평균 구름량은 겨울 60%에서 여름 80% 이상이다.
북극해 표층수의 온도는 바닷물의 어는점에 가까운 약 −1.8 °C (28.8 °F)로 상당히 일정하다.
바닷물의 밀도는 민물과 달리 어는점에 가까워질수록 증가하며, 따라서 가라앉는 경향이 있다. 해빙이 형성되려면 일반적으로 해수 상부 100–150 m (330–490 ft)가 어는점까지 냉각되어야 한다. 겨울에는 상대적으로 따뜻한 해수가 얼음으로 덮여 있어도 완화 효과를 발휘한다. 이것이 남극 대륙에서 볼 수 있는 극한 기온을 북극이 경험하지 않는 한 가지 이유이다.
북극 해빙이 북극해를 덮는 범위는 계절에 따라 상당한 차이를 보인다. 북극 해빙의 대부분은 또한 연중 약 10개월 동안 눈으로 덮여 있다. 최대 적설량은 3월 또는 4월에 발생하며, 얼어붙은 해양 위에 약 20~50 cm이다.
북극 지역의 기후는 지구 역사상 상당한 변화를 겪었다. 5,500만 년 전 팔레오세-에오세 열극 기간 동안 전 지구 기후가 약 5–8 °C (9–14 °F) 상승했을 때, 이 지역의 평균 연간 기온은 10–20 °C (50–68 °F)에 도달했다. 가장 북쪽의 북극해의 표층수는 적어도 계절적으로는 22 °C (72 °F) 이상의 표층 온도를 필요로 하는 열대 생물(와편모충류인 아펙토디니움 아우구스툼)을 지탱할 만큼 충분히 따뜻해졌다.
현재 북극 지역은 다른 행성보다 두 배 빠르게 온난화되고 있다.

## 생물학

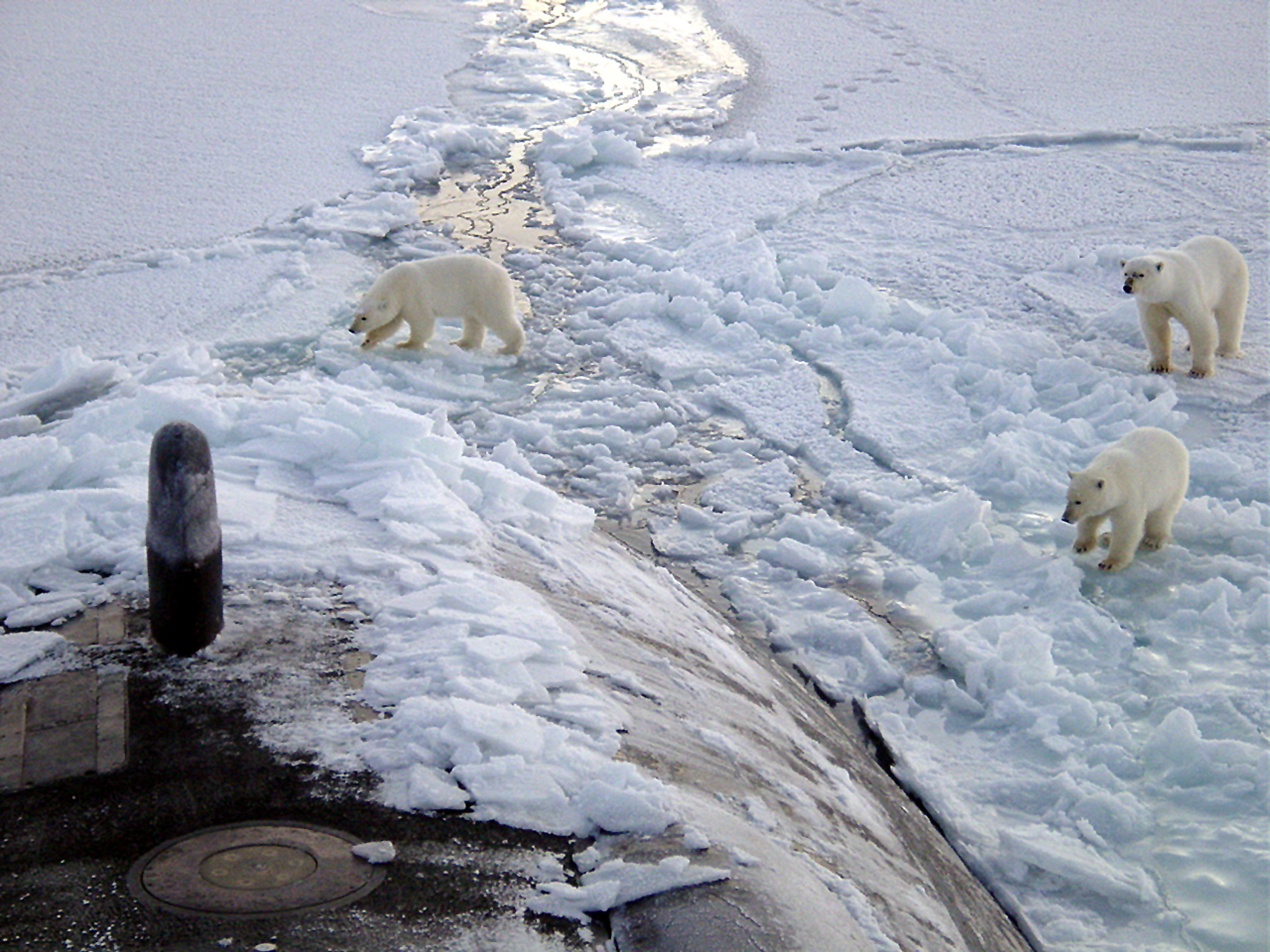
북극곰 세 마리가 USS 호놀룰루에 접근하고 있다.

북극해의 백야와 극야가 2~6개월 지속되는 뚜렷한 계절성 때문에 얼음 조류와 식물성 플랑크톤과 같은 광합성 유기체의 일차 생산량은 봄과 여름 (3월/4월부터 9월)로 제한된다. 북극해 중앙 및 인접 대륙붕 해역에서 일차생산자의 중요한 소비자로는 동물성 플랑크톤, 특히 요각류 (칼라누스 핀마르키쿠스, 칼라누스 글라키알리스, 칼라누스 히페르보레우스) 및 크릴이 있으며, 얼음과 관련된 동물상 (단각류 등)도 포함된다. 이러한 일차 소비자는 일차 생산자와 더 높은 영양 단계 사이의 중요한 연결고리를 형성한다. 북극해의 더 높은 영양 단계 구성은 지역 (대서양 쪽 대 태평양 쪽)과 해빙 범위에 따라 달라진다. 대서양의 영향을 받는 북극 대륙붕 해역인 바렌츠해의 이차 소비자는 주로 청어, 어린 대서양대구, 열빙어를 포함한 아북극 종이다. 북극해 중앙의 얼음으로 덮인 지역에서는 북극대구가 일차 소비자의 중심 포식자이다. 북극해의 최상위 포식자인 해양 포유류 (물범, 고래, 북극곰 등)는 물고기를 잡아먹는다.
북극해에서 멸종 위기에 처한 해양 종으로는 바다코끼리와 고래가 있다. 이 지역은 취약한 생태계를 가지고 있으며, 다른 지역보다 빠르게 따뜻해지기 때문에 특히 기후 변화에 노출되어 있다. 키아네아 카필라타는 북극 해역에 풍부하며, 황줄베도라치과에 속하는 유일한 종이다.

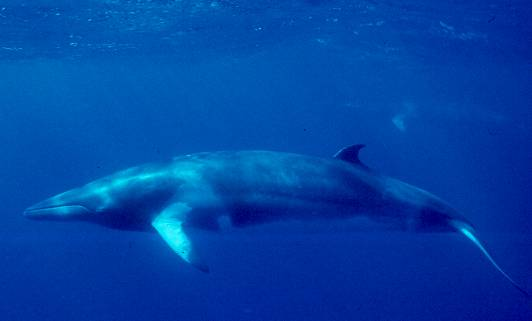
밍크고래

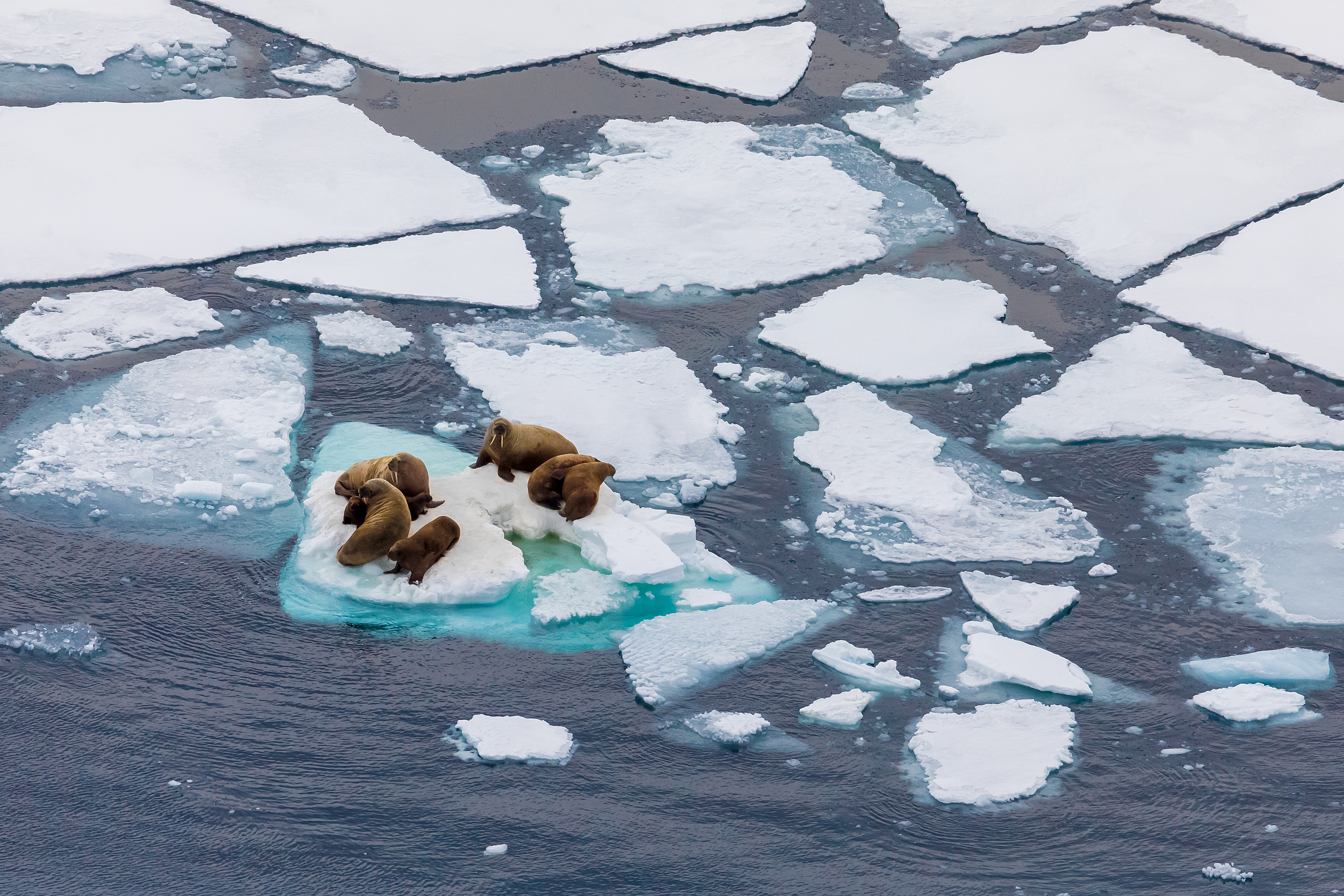
북극 유빙 위의 바다코끼리

## 천연 자원
석유와 천연가스 유전, 사광, 다금속 단괴, 모래와 자갈 골재, 어류, 물범, 고래는 모두 이 지역에 풍부하게 존재한다.
바다 중앙 근처의 정치적 무인지대 또한 미국, 러시아, 캐나다, 노르웨이, 덴마크 사이에서 증가하는 분쟁의 초점이다. 이 지역은 세계의 미발견 석유 및 가스 자원의 25% 이상을 보유할 수 있기 때문에 세계 에너지 시장에 중요하다.

## 환경 문제

### 북극 얼음 녹음
북극 해빙은 얇아지고 있으며, 오존층에 계절성 구멍이 자주 발생한다. 북극 해빙 면적 감소는 지구의 평균 반사율을 낮추어 양성 되먹임 메커니즘을 통해 지구 온난화를 초래할 수 있다. 연구에 따르면 북극은 2040년까지 인류 역사상 처음으로 여름에 얼음이 없는 상태가 될 수 있다고 한다. 북극이 얼음이 없었던 마지막 시기에 대한 추정치는 다양하다: 화석 기록에 식물이 존재했음을 보여주는 6,500만 년 전부터, 최근에는 5,500년 전까지; 홀로세 기후 최적기의 마지막 온난기까지 8,000년 전으로 거슬러 올라가는 얼음 및 해양 코어, 또는 마지막 간빙기 동안 125,000년 전까지.
북극의 기온 상승은 북대서양으로 많은 양의 녹은 민물이 유입되게 하여 지구의 해양 순환 패턴을 교란할 수 있다. 이로 인해 지구의 기후에 잠재적으로 심각한 변화가 뒤따를 수 있다.
해빙의 범위가 줄어들고 해수면이 상승함에 따라, 2012년 북극대폭풍과 같은 폭풍이 열린 바다에 미치는 영향이 증가하며, 강한 폭풍해일이 더 가능성이 높아짐에 따라 매켄지 삼각주와 같은 해안 지역의 식생에 염수 피해가 발생할 가능성도 증가한다.
지구 온난화는 북극곰과 인간의 조우를 증가시켰다. 해빙 감소는 북극곰이 새로운 식량원을 찾도록 만들고 있다. 2018년 12월부터 시작되어 2019년 2월 정점에 달한 북극곰의 노바야제믈랴 제도 대량 침입으로 인해 현지 당국은 비상사태를 선포했다. 수십 마리의 북극곰이 주택, 공공건물 및 주거 지역으로 들어오는 모습이 목격되었다.

### 가스 하이드레이트 분해
해빙과 해빙이 유지하는 차가운 조건은 해안선과 그 근처의 메테인 퇴적물을 안정화시켜 가스 하이드레이트가 분해되어 메테인이 대기 중으로 방출되는 것을 막고, 추가적인 온난화를 유발하는 것을 방지한다. 이 얼음이 녹으면 강력한 온실 기체인 메테인 다량이 대기 중으로 방출되어 강력한 양성 되먹임 순환으로 추가적인 온난화를 유발하고 해양 속과 종이 멸종할 수 있다.

### 기타 문제
다른 환경 문제는 예를 들어 카라해에 있는 러시아의 방사성 폐기물 매립지, 냉전 시대의 핵실험 장소인 노바야제믈랴 제도, 그린란드의 캠프 센추리 오염 물질, 그리고 후쿠시마 제1원자력 발전소 사고로 인한 방사능 오염과 관련이 있다.
2015년 7월 16일, 다섯 개 국가(미국, 러시아, 캐나다, 노르웨이, 덴마크/그린란드)는 북극점 근처의 중앙 북극해에 위치한 110만 제곱마일의 지역에서 자국 어선을 진입시키지 않겠다는 선언에 서명했다. 이 합의는 해양 자원에 대한 더 나은 과학적 지식이 확보되고 해당 자원을 보호하기 위한 규제 시스템이 마련될 때까지 해당 국가들이 그곳에서 어업을 자제할 것을 요구한다.

## 같이 보기
- 북극 다리
- 북극 협력 및 정치
- 북극의 극점
- 국제북극과학위원회
- 해안선별 아메리카의 강 목록
- 노르딕시티
- 7개의 바다
- 냉대 기후

## 참고 문헌
- Neatby, Leslie H., Discovery in Russian and Siberian Waters (1973), ISBN 0-8214-0124-6.
- Ray, L., and B. Bacon, eds., The Arctic Ocean (1982), ISBN 0-333-31017-9.
- Thorén, Ragnar V.A., Picture Atlas of the Arctic (1969), ISBN 0-8214-0124-6.